# Prawo Rayleigha-Jeansa

Porównanie prawa Rayleigha-Jeansa, rozkładu Wiena i prawa Plancka dla ciała o temperaturze 8 mK

Prawo Rayleigha-Jeansa – w fizyce, prawo określające rozkład promieniowania ciała doskonale czarnego. Zostało zaproponowane przez angielskiego fizyka Johna Rayleigha, oraz matematyka i astronoma Jamesa Jeansa. Prawo to obecnie pełni jedynie rolę historyczną.
Stosując prawa klasycznej termodynamiki, zakładając, że promieniowanie powstaje w wyniku drgań dipoli elektrycznych, wyprowadzili oni teoretyczny rozkład promieniowania ciała doskonale czarnego. Radiancja spektralna częstotliwościowa, czyli moc wypromieniowywana przez jednostkę powierzchni na jednostkę częstotliwości wynosi:
{\displaystyle f_{\nu }(\nu ,T)=2{\frac {\nu ^{2}}{c^{2}}}kT,}
lub radiancja spektralna na jednostkę długości fali
{\displaystyle f_{\lambda }(\lambda ,T)=2{\frac {ckT}{\lambda ^{4}}},}
gdzie:
{\displaystyle \nu } – częstotliwość fali,
{\displaystyle \lambda } – długość fali,
{\displaystyle c} – prędkość światła w próżni,
{\displaystyle k} – stała Boltzmana,
{\displaystyle T} – temperatura w kelwinach.

## Problemy
Rayleigh początkowo w 1900 r. zaproponował zależność od czwartej potęgi długości fali. Prawo okazuje się poprawne dla dużych długości fali, jednak jest całkowicie błędne dla fal krótszych (np. nadfioletowych). Przede wszystkim nie zgadza się z doświadczeniem – takie przewidywania były też niezgodne z empirycznym prawem Wiena – natężenie promieniowania nie miało maksimum, lecz rosło wraz z częstotliwością. Co więcej przewidywana ilość wypromieniowywanej energii jest nieskończenie duża, a każde ciało nawet zimne powinno promieniować bardzo dużo energii w nadfiolecie. Problem ten nazwany został przez Paula Ehrenfesta katastrofą w nadfiolecie. Stał się jedną z przyczyn wykazania, że wnioski wyciągane na podstawie mechaniki klasycznej mogą być niesłuszne i ułatwiło przyjęcie mechaniki kwantowej.

## Rozkład Wiena
Wien przedstawił także empiryczny rozkład promieniowania, w którym nie było problemu katastrofy w nadfiolecie, ale nie był za to zgodny z doświadczeniem w niższych częstotliwościach (patrz rysunek)
{\displaystyle I(\lambda )={\frac {C_{1}}{\lambda ^{5}}}{\frac {1}{\exp \left({\frac {C_{2}}{\lambda T}}\right)}},}
gdzie: {\displaystyle C_{1},C_{2}} to stałe wyznaczane doświadczalnie.

## Rozkład Plancka
Poprawną zależność przedstawił Max Planck w 1900 r. Wygląda ona następująco:
{\displaystyle P(\lambda )={\frac {2hc^{2}}{\lambda ^{5}}}~{\frac {\mathrm {d} \lambda }{\mathrm {e} ^{\frac {hc}{\lambda kT}}-1}}=P(\nu )={\frac {2h}{c^{2}}}~{\frac {\nu ^{3}\mathrm {d} \nu }{\mathrm {e} ^{\frac {h\nu }{kT}}-1}},}
gdzie:
{\displaystyle h} – stała Plancka.
Jak widać Planck odjął jeden w mianowniku w rozkładzie Wiena.

## Zgodność praw
Okazuje się, że jeśli przybliżyć, przy pomocy szeregu Taylora, dla małych {\displaystyle {\frac {h\nu }{kT}}}
{\displaystyle \mathrm {e} ^{\frac {h\nu }{kT}}\simeq 1+{\frac {h\nu }{kT}},}
to wzór Plancka przechodzi w prawo Rayleigha-Jeansa.
Analogicznie kiedy {\displaystyle {\frac {h\nu }{kT}}} jest bardzo duże, jedynka jest zaniedbywalna i rozkład Plancka jest równy rozkładowi Wiena.